# Ювелірна виставка
Ювелірна виставка — публічна демонстрація виробів та досягнень у галузі ювелірної справи.
Розрізняють ювелірні виставки: місцеві, регіональні, національні, міжнародні та всесвітні. Зазвичай, ювелірні виставки є спеціалізовані та в них беруть участь виробники галузі та торгові представники ювелірних брендів. присвячені тільки на одній сфері діяльності людини. Також розрізняють виставки планові та періодичні (тимчасові).